# Distretto di Kerema
Il distretto di Kerema, in inglese Kerema District, è un distretto della Papua Nuova Guinea appartenente alla provincia del Golfo. Ha una superficie di 7.318 km² e 39.000 abitanti (stima nel 2000)